# La Roda (Sant Salvador de Guardiola)
La Roda és una muntanya de 376 metres que es troba al municipi de Sant Salvador de Guardiola, a la comarca catalana del Bages.